# Skäldervikens östra klippkust
Skäldervikens östra klippkust este o arie protejată (arie specială de conservare — SAC, sit de importanță comunitară — SCI) din Suedia întinsă pe o suprafață de 143,1 ha, integral pe uscat.

## Localizare
Centrul sitului Skäldervikens östra klippkust este situat la coordonatele 56°15′28″N 12°37′58″E / 56.2579°N 12.6329°E.

## Înființare
Situl Skäldervikens östra klippkust a fost declarat sit de importanță comunitară în ianuarie 1997 pentru a proteja un număr necunoscut de specii din flora spontană și fauna sălbatică aflate în arealul zonei. Situl a fost protejat și ca arie specială de conservare în martie 2011.

## Biodiversitate
Situată în ecoregiunile continentală și marină Atlantică, aria protejată conține 11 habitate naturale: Pajiști uscate europene, Formațiuni de Juniperus communis pe lande sau pajiști calcaroase, Păduri acidofile de stejar bătrân cu Quercus robur pe câmpii nisipoase, Recifuri, Pajiști fino-scandinave uscate până la mezice, bogate în specii de altitudine mică, Pajiști cu Molinia pe soluri calcaroase, turboase sau argilos-nămoloase (Molinion caeruleae), Roci stâncoase cu vegetație pionieră de Sedo-Scleranthion sau Sedo albi-Veronicion dillenii, Mlaștini alcaline, Pășuni din zone de pădure fino-scandinave, Vegetație perenă pe țărmurile stâncoase, Faleze cu vegetație de pe coastele atlantice și baltice.
La baza desemnării sitului se află un număr nedeclarat de specii protejate.